# Action du 23 août 1967
Guerre du Viêt Nam
Batailles
L'action du 23 août 1967 est une importante bataille aérienne qui oppose les forces aériennes américaines aux forces aériennes nord-vietnamiennes lors de l'opération Rolling Thunder durant la guerre du Viêt Nam.